# La Motte-Fouquet
La Motte-Fouquet är en kommun i departementet Orne i regionen Normandie i nordvästra Frankrike. Kommunen ligger i kantonen Carrouges som tillhör arrondissementet Alençon. År 2022 hade La Motte-Fouquet 159 invånare.

## Befolkningsutveckling
Antalet invånare i kommunen La Motte-Fouquet
| Referens: INSEE |